# Sheppard Rocks
Sheppard Rocks är en kulle i Antarktis. Den ligger i Östantarktis. Australien gör anspråk på området. Toppen på Sheppard Rocks är 1 608 meter över havet.
Terrängen runt Sheppard Rocks är platt norrut, men söderut är den kuperad. Trakten är obefolkad. Det finns inga samhällen i närheten.